# Çarşı
Beşiktaş Çarşı Grubu, conegut simplement com Çarşı, és el principal grup d'aficionats esportius radicals del Beşiktaş Jimnastik Kulübü. És conegut pel seu compromís politicosocial i els seus tifos i cants, en especial a l'İnönü Spor Kompleksi.
Çarşı va ser un actor social mobilitzador important durant les protestes del 2013 a Turquia contra el president Recep Tayyip Erdogan.

## Història
Çarşı significa literalment «mercat» en turc. A la dècada del 1980, els joves del districte de Beşiktaş, a prop del Bòsfor, que donaven suport a Beşiktaş JK es trobaven sovint al voltant del basar situat al centre del barri. Aquest estil de vida els va portar a fundar el grup amb el nom de Çarşı el 1982.
Çarşı es va formar la temporada 1981–82 i la seva fama va començar a estendre's a la dècada del 1990. No té una estructura homogènia i no està format per un determinat grup de persones amb una identitat específica. En el grup es reuneixen persones de diferents orígens socials i ètnics i entorns culturals que donen suport a maneres de pensar d'esquerra en termes de política i ideologia.
Els dies de partit es poden veure els aficionats amb samarretes blanc i negre als restaurants i bars de peix del mercat abans d'anar cap a l'estadi. A Istanbul, els aficionats viuen tant al costat europeu com asiàtic del Bòsfor. Els habitants de la part asiàtica viatgen a l'estadi majoritàriament amb els ferris des dels districtes de Kadıköy i Üsküdar.

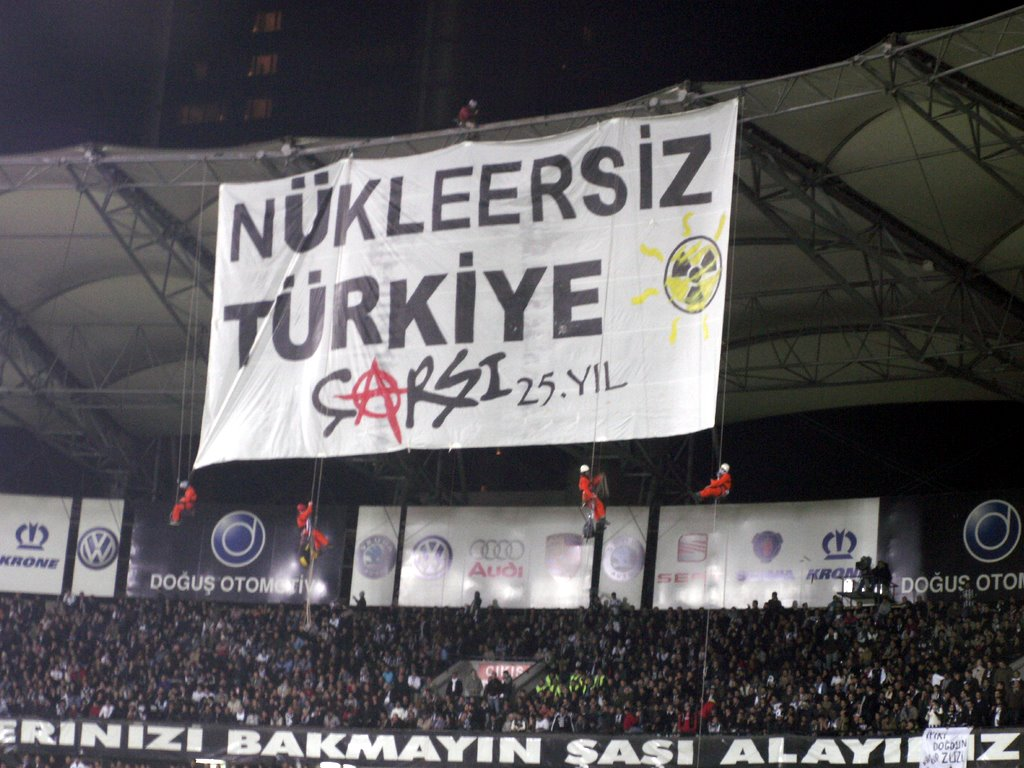
Çarşı i Greenpeace oposant-se al projecte d'una central nuclear a Turquia

Çarşı utilitza alguns símbols per a expressar les seves opinions. Un d'ells és una forma derivada de la lletra A encerclada, tal com s'utilitza en el moviment anarquista. Tanmateix, Çarşı afirma que van remodelar el símbol estirant els extrems baixos de la lletra per a mostrar la diferència com a símbol de l'ànima rebel (en turc, Asi Ruh).